# La Ley (álbum)
La Ley es el tercer álbum que grabó el grupo chileno del mismo nombre con la compañía Polygram Discos. Fue lanzado el 6 de febrero de 1993
Durante la promoción de este disco la banda tuvo su primer contacto con México, en el marco del intercambio cultural entre México y Chile tras el arribo de la democracia al país andino.
El primer sencillo fue la canción "Auto Ruta", censurada en varios canales de vídeos por su fuerte contenido explícito. El disco causó altas expectativas en la prensa local de la época. Las locaciones, se dieron en las afueras de Miami Beach, Florida, EE. UU..
El vídeo y la canción "Tejedores de Ilusión", cuya lírica, Beto Cuevas, se inspiró al cambiar de canal y topar con el canal cristiano, en donde la banda criticaba los valores que promovía aquel canal de TV.[cita requerida] El video de la canción, fue grabado en el Valle Nevado de Chile, en lo alto de una montaña. La canción tiene una carga nostálgica y melancólica muy grande y eso se demuestra cuando se le utiliza durante los homenajes que se le rinden a Andrés Bobe, después de su trágico fallecimiento. Este disco fue sin duda en el que la banda experimentó en su mejor época, además los vídeos de los sencillos evolucionaron la forma de realizar los videoclips de rock en español.

## Canciones
| N.º   | Título                      | Escritor(es)                            | Duración |  |
| 1.    | «Tejedores de Ilusión»      | Andrés Bobe, Beto Cuevas                | 4:14     |  |
| 2.    | «Auto-Ruta (Feel the Skin)» | Andrés Bobe, Beto Cuevas                | 4:31     |  |
| 3.    | «Si Tú No Estás Aquí»       | Andrés Bobe                             | 3:04     |  |
| 4.    | «Decadencia»                | Andrés Bobe, Beto Cuevas                | 4:41     |  |
| 5.    | «Por un Binocular»          | Andrés Bobe, Beto Cuevas, Luciano Rojas | 4:56     |  |
| 6.    | «Roces»                     | Andrés Bobe, Beto Cuevas, Luciano Rojas | 5:15     |  |
| 7.    | «I.L.U.»                    | Andrés Bobe                             | 4:30     |  |
| 8.    | «Bon Voyage»                | Andrés Bobe, Beto Cuevas                | 4:42     |  |
| 9.    | «Plegarias»                 | Andrés Bobe, Beto Cuevas, Luciano Rojas | 5:09     |  |
| 10.   | «Proyecto Ser»              | Andrés Bobe                             | 4:39     |  |
| 45:41 |                             |                                         |          |  |

## Créditos
- Beto Cuevas - voz principal y coros
- Andrés Bobe - guitarras, sintetizadores y voz principal en Si Tú No Estás Aquí, I.L.U. Voz de apoyo en Por un Binocular  ,
- Luciano Rojas - bajo
- Mauricio Clavería - batería y caja de ritmos

- Datos: Q6463373